# Birgit Stephan
Birgit Stephan (Gera, 27 september 1964) is een marathonloopster uit Duitsland.

## Palmares
- Vrouwenmarathon van Tokio 1984, 3e
- Vrouwenmarathon van Tokio 1985, 2e
- Marathon van Rome 1985, 3e
- Marathon van Nagoya 1988, 3e
- Marathon van Berlijn 1990, 9e
- Marathon van Osaka 1990, 5e

Stephan zou op de Olympische Zomerspelen van 1988 de marathon lopen, maar uiteindelijk is ze niet gestart.